# Cheng Zongyou
Cheng Zongyou 程宗猷 (Shu, 1561 – ...) è stato uno scrittore cinese, anche conosciuto come Cheng Chongdou (程冲斗). Fu autore di numerosi scritti sulle arti marziali cinesi e di reportage di viaggio, dimostrò qualità di stratega.

## Biografia
Nato in Shu (属) nella provincia di Anhui nel 1561. Durante la sua infanzia dimostrò un'intelligenza sopra la norma e precocemente studiò i classici, praticò il Wushu e visitò numerosi maestri vicini e lontani. In seguito si recò al Tempio Shaolin dove si fermò a studiare dai monaci per una decina di anni. Durante questi anni apprese l'utilizzo della Balestra (nu 弩), del dao, del gun, del qiang.  Dal monaco Hongji (洪纪) apprese il metodo del bastone (Gunfa); da Liu Yunfeng (刘云峰) dello Zhejiang apprese un metodo della sciabola (Daofa) ripreso da quello dei pirati giapponesi; da Liu Guangdu (刘光渡) dell'Henan apprese un metodo della lancia (Qiangfa) derivato dalla Bamuqiang (八母枪) e dalla Liuheqiang (六合枪).  All'età di 62 anni venne chiamato da un ispettore imperiale a Tianjin con ottanta discepoli e lì insegnò all'esercito.

## Gli scritti
I suoi scritti sono riconosciuti come documenti importantissimi per lo studio del Wushu, del suo sviluppo, della sua storia.
Nel 1616 egli finì Dandao fa xuan (单刀法选) sull'utilizzo della sciabola.
Tra le altre sue opere ricordiamo: Shaolin Gunfa Chan Zong (少林棍法阐宗); Jue Zhangxin Fa (蹶张心法); Changqiang fa xuan (长枪法选); ecc.